# Bulbophyllum mentiferum
Bulbophyllum mentiferum là một loài phong lan thuộc chi Bulbophyllum.